# Stenorumia pangiaria
Stenorumia pangiaria är en fjärilsart som beskrevs av Felder 1873. Stenorumia pangiaria ingår i släktet Stenorumia och familjen mätare. Inga underarter finns listade i Catalogue of Life.